# Steve Hales
Steve Hales ist ein US-amerikanischer Spieleprogrammierer, der in den 1980er-Jahren durch die Spiele Fort Apocalypse und Mindwheel bekannt geworden ist. Diese Spiele wurden für die Heimcomputer Commodore 64 und Atari 800 programmiert. 1984 entwickelte Hales gemeinsam mit Cathryn Mataga (damals noch William Mataga) die Engine BTZ („Better Than Zork“), mit deren Hilfe die Textadventures Mindwheel, Essex, Brimstone und Breakers entwickelt wurden. 1991 startete er die Firma Igor’s Software Laboratories, die sich mit der Programmierung von Sounds beschäftigt.

## Ludografie (Auszug)
| Jahr | Titel            | Tätigkeit                                               |
| ---- | ---------------- | ------------------------------------------------------- |
| 1982 | Fort Apocalypse  | Design, Atari-Programmierung, Atari-Grafik, Atari-Sound |
| 1982 | Suicide Mission  | Programmierung                                          |
| 1984 | Mindwheel        | Engine-Programmierung                                   |
| 1984 | Dimension X      | Design, Programmierung, Grafik, Sound                   |
| 1985 | Brimstone        | Engine-Programmierung                                   |
| 1985 | Essex            | Engine-Programmierung                                   |
| 1986 | Breakers         | Engine-Programmierung                                   |
| 1987 | Maniac Mansion   | Amiga- und Atari-ST-Programmierung                      |
| 1987 | California Games | Amiga-Sound und -Musik                                  |
| 1988 | Zak McKracken    | Amiga- und Atari-ST-Programmierung                      |
| 1992 | SimLife          | Soundprogrammierung                                     |